# Regionální muzeum a galerie v Jičíně
Regionální muzeum a galerie v Jičíně (dříve Okresní muzeum a galerie Jičín) je krajská příspěvková organizace sdružující muzeum, které návštěvníkům interaktivní formou představuje dějiny města a regionu, a galerii, která představuje výstavy jak muzejní, tak ryze umělecké. Muzeum se prezentuje také jako Muzeum hry.

## Historie
Muzejní činnosti v Jičíně předcházela různá sběrná a vystavovatelská činnost hospodářských spolků ve druhé polovině 19. století. Stálá muzejní expozice byla otevřena veřejnosti v roce 1896 v budově Obecní spořitelny, kde s výjimkou okupace fungovala do roku 1948. Slavnostní otevření nové expozice v prvním patře jičínského zámku proběhlo 12. června 1949, mezi lety 1969–1989 pak byla expozice uzavřena kvůli rekonstrukci prostor zámku. 
Od roku 2002 byla zpřístupněna inovovaná vlastivědná expozice muzea s interaktivním způsobem prohlídky, muzeum se proto prezentuje jako Muzeum hry. Stálá expozice je od 15. října 2023 dočasně uzavřena kvůli rekonstrukci. Opětovné otevření je plánováno na rok 2026.
Od počátku se vznikem muzea souvisela i archivní a galerijní činnost, archiv se definitivně osamostatnil v roce 1939, galerie fungovala nezávisle mezi lety 1965 až 1987. V roce 1965 se osamostatnila jako Galerie výtvarných umění Jičín s působností pro okresy Jičín a Semily. Její činnost však byla zpočátku omezená, jelikož probíhaly rozsáhlé opravy zámku. V letech 1972–1974 prošly rekonstrukcí  bývalé konírny a v roce 1975 v nich byla otevřena velká výstavní síň. Z její jedné části pak byla zřízena obřadní síň (otevření 1980). Od 1. ledna 1987 se opět galerie sloučila s muzeem a začal být používán název Okresní muzeum a galerie Jičín.

## Budovy
Sídelní budovou muzea a galerie je jičínský zámek, muzeum se nachází v prvním patře, galerie v přízemí. Od roku 2021 je v provozu nově postavený depozitář muzea v areálu fary v Robousích. Od roku 2024 spravuje muzeum také Šolcův statek v Sobotce, jehož součástí je lapidárium a Galerie Karla Šamšiňáka.

## Sbírky
Ve sbírkách muzea se nacházejí exponáty spadající do oborů archeologie, etnografie, zoologie a botaniky a geologie. Unikátní jsou sbírky regionálního písemnictví, tiskovin a výtvarného umění.

## Návštěvnost
| Rok  | Návštěvnost | Poznámka                          |
| ---- | ----------- | --------------------------------- |
| 2010 | 21 831      |                                   |
| 2011 | 31 626      |                                   |
| 2012 | 26 968      |                                   |
| 2013 | 20 568      |                                   |
| 2014 | 25 040      |                                   |
| 2015 | 26 993      |                                   |
| 2016 | 22 019      |                                   |
| 2017 | 19 035      |                                   |
| 2018 | 27 846      |                                   |
| 2019 | 18 152      |                                   |
| 2020 | 19 958      | omezení kvůli pandemii koronaviru |
| 2021 | 12 156      | omezení kvůli pandemii koronaviru |
| 2022 | 21 879      |                                   |
| 2023 | 14 495      |                                   |
| 2024 | 11 134      |                                   |